# Roelof Thijs Pokal
Roelof Thjis Pokal är en isracingstävling i Assen, Nederländerna.
Några svenskar som vunnit tävlingen är Ove Ledström, Niclas Kallin Svensson och Viktor Svensson.
Tävlingen består av 24 förare som tävlar enligt ett tävlingschema som är likt det man hade förut i VM serien i speedway.[källa behövs]